# اکو (هنرپیشه)
 اکو (انگلیسی: Ako؛ زادهٔ ۱۲ آوریل ۱۹۵۸) هنرپیشهٔ اهل ژاپن است که برای بازی در فیلم زنی با موی قرمز، جایزهٔ بهترین بازیگر نقش مکمل زن ۱مین جشنواره فیلم یوکوهاما را از آن خود کرد.